# Українсько-санмаринські відносини
Українсько-санмаринські відносини — сукупність міжнародних двосторонніх відносин між Україною та Сан-Марино, а також співпраці обох країн у міжнародних організаціях та інших міжнародних інституціях.
Республіка Сан-Марино представлена в Україні через посольство Італії у Києві. Україна представлена в Сан-Марино через посольство в Римі (Італія).

## Відносини
Двосторонні відносини між Україною та Сан-Марино були встановлені 30 жовтня 1995. Ця ж дата є датою офіційного визнання обох держав.
25 червня 2004 між Україною та Республікою Сан-Марино підписано Угоду про торгівлю та  економічне  співробітництво, а 13 січня 2006 р. уряди України і Республіки Сан-Марино підписали Угоду про сприяння і взаємний захист інвестицій, яка відкрила нові можливості в торговельно-економічній співпраці між обома країнами.